# 美保純
美保 純（みほ じゅん、1960年8月4日 - ）は、日本の女優、コメンテーター。本名、曽根 ちよ美（そね ちよみ）。
静岡県静岡市（現葵区）出身。ノックアウト所属。

## 略歴
静岡市出身。実家は木工業を営み、父は家具職人。兄と姉がいる。中学生時代、部活はバレーボール部に所属。
静岡精華学園高等学校中退。静岡市内のデパート勤務の後、1980年に「ディスコ・クィーン・コンテスト」へ出場して優勝する（審査員の1人は小林克也だったことをオフィシャルブログ内で明かしている）。その後上京して広告代理店でアルバイト中にスカウトされ（スカウトしたのはテレビドラマや映画のプロデューサーで、1983年当時美保の所属していたプロダクションの社長でもあった大曲暎一）、1981年に映画『制服処女のいたみ』で主演デビューする。1982年には映画『ピンクのカーテン』でブルーリボン新人賞を獲得した。
「隣のお姉さん」的な親しみやすいキャラクターで、週刊誌のグラビアなどに登場して人気を博し、デビューから約1年後には一般映画にも出演した。『男はつらいよ』でタコ社長（太宰久雄）の娘・あけみ役などに抜擢される。
現在も多くの映画、テレビドラマ（『菊次郎とさき』、『クライマーズ・ハイ』）、バラエティ（『Dのゲキジョー』パネラー）に出演し、活躍している。

## エピソード
- デビュー前、静岡市内にあった西武百貨店に勤務していた。そのデパートの目の前で静岡駅前地下街爆発事故が発生した。大騒ぎの最中、店内に美保の姿がなく、確認が取れなかった。もしや店外に出た際に爆発に巻き込まれたのではないか? と懸念の声が上がっていたまさにその現場に、周囲が騒いでいる光景に驚いた顔をしている美保が現れた。実は事故が起きた時間帯は美保の昼休み時間に当たっており、恋人と狐ヶ崎ヤングランドに出掛け、デートを楽しんでいたという。同僚や上司は安堵するやら、呆れるやらだったという。美保自身も自著で「当日、休みだったら巻き込まれていたかもしれない」といったようなことを振り返っている[8]。
- デビューした当初は、公式プロフィールの年齢を1歳サバ読んでいた。デビューが決まった当時20歳だったが、「10代でヌードになるのと20歳でなるのとではインパクトが全然違う」と当時のマネージャーから言われ、19歳でデビューしたようにされていた[3][注釈 1]。
- デビュー前は一時期、コメディアン志望だった頃もあった[2]。
- 1982年に日清食品「焼そばUFO」のテレビCMに出演した。にっかつロマンポルノでデビューした女優がCM出演することは当時では珍しかった。また、同年国鉄夜行バス「ドリーム号」のポスターに採用された。掲示していたポスターが粗方盗まれるほどの人気ぶりだった。
- 1989年5月5日、当時のボーイフレンドが運転するオープンカーに同乗していた時に電柱に衝突する事故に遭い(「本人が運転していて事故を起こした」は誤った情報)、その際、フロントガラスに頭から突っ込んでしまい、破片が頭部や顔面を激しく裂傷する怪我を負ったため事故の治療のため8針ほど縫った。またその後、女優でタレントであることを考慮し、傷痕や引き攣りなどを修正するため美容外科で手術を施した[9][注釈 2]。
- 『5時に夢中!』では中村うさぎとの掛け合いの絶妙さから「うさじゅん」コンビと呼ばれていた。
- ポルノ女優時代のことを隠そうとはしておらず、『5時に夢中!』でも自ら当時の裏話や思い出話をすることが多い。
- 周囲には女優を続けていくと思っていた者は少なく、初めてテレビドラマのレギュラーをもらった時には、共演の火野正平に「早く300万円くらい貯まったら、やめろ。なっ。」と早々の引退を勧められていた[10]。
- 小顔のため、デビュー当時のニックネームは「干し首ミイラ」だったとのこと[11]。
- 「美保純」という芸名の由来について、名字の『美保』は三保の松原から取ったものであり（名付け親は映画監督の渡辺護）[12]、名字は「松原」も候補になったが響きが良いということで三保→美保の方を選んだ[13]。下の名前の『純』はデビュー当時に“レイコ"や“ジュンコ”といった芸名が流行っていたことからジュンコを取り、「ミホジュンコ」だと語呂が悪いので“子”の部分を省いて「美保純」となったという[13]。
- 2013年の『あまちゃん』が人気ドラマとなったため、同年のNHK紅白歌合戦に出演メンバー一同でゲスト出演することになったが、美保は「ハンテン着せられて踊るだけでしょ？ 3秒くらいしか映らないのに、大みそかに待機してたくない」と出演を断り、趣味も兼ねて裏番組の新日本プロレス特番（BS朝日）に出演していた。そのため、宮藤官九郎脚本のショートコントでは「東京までは一緒に来たけど、一人だけどっか遊びに行ってしまった」と語られていた。

## 受賞歴
- 1982年 - ブルーリボン賞・新人賞（『ピンクのカーテン』その他）
- 1982年 - ゴールデン・アロー賞・グラフ賞
- 1983年 - 日本アカデミー賞・新人俳優賞（『ピンクのカーテン』シリーズ）
- 1987年 - 第10回日本アカデミー賞・助演女優賞 （『男はつらいよ 柴又より愛をこめて』『キネマの天地』）[14]

## 主な出演作品

### 映画
- 制服処女のいたみ（製作：現代映像企画/配給：にっかつ/1981年）
- 宇能鴻一郎の濡れて騎る（にっかつ 1982年）
- 看護婦日記 獣じみた午後（にっかつ 1982年）
- ポルノドキュメント トルコ特急便（にっかつ 1982年）
- セーラー服鑑別所（にっかつ 1982年）
- ピンクのカーテン（にっかつ 1982年）
- ウィークエンド・シャッフル（ジョイパックフィルム 1982年） - 床屋の店員
- ピンクのカーテン2（にっかつ 1982年）
- 伊賀忍法帖（東映 1982年） - 漁火
- OH!タカラヅカ（にっかつ 1982年）
- 四畳半色の濡衣（東映 1983年）
- ピンクのカーテン3（にっかつ 1983年）
- 俺っちのウエディング（松竹/1983年） - 太田時子
- エル・オー・ヴイ・愛・N・G（東映 1984年） - 桂木英子
- ロケーション（東映 1984年） - 及川笑子
- 高原に列車が走った（東映 1984年）
- 海に降る雪（東映 1984年）
- 男はつらいよシリーズ（松竹） - 桂あけみ
  - 男はつらいよ 夜霧にむせぶ寅次郎（1984年）
  - 男はつらいよ 寅次郎真実一路（1984年）
  - 男はつらいよ 寅次郎恋愛塾（1985年）
  - 男はつらいよ 柴又より愛をこめて（1985年）
  - 男はつらいよ 幸福の青い鳥（1986年）
  - 男はつらいよ 知床慕情（1987年）
  - 男はつらいよ 寅次郎物語（1987年）
  - 男はつらいよ お帰り 寅さん（2019年）
- 時代屋の女房II（松竹 1985年）
- それから（東映 1985年） - 佐川の令嬢
- キネマの天地（松竹 1986年） - 園田八重子
- 舞妓物語（松竹 1987年）
- スプラッシュ（ブエナ・ビスタ 1987年） - マディソン（ダリル・ハンナ）※フジテレビ版
- 大夜逃 夜逃げ屋本舗3（東宝 1994年） - 金杉基子
- 嵐の季節 THE YOUNG BLOOD TYPHOON（INDEX GUN OFFICE 1995年）
- のぞき屋（東映 1995年）
- 白鳥麗子でございます!（東映 1995年） - うずまき
- 必殺! 主水死す（松竹 1996年）
- 友子の場合（東映 1996年） - 松葉家・若女将
- MABUI（ジー・ジー・エス 1998年）
- カラオケ（日本ヘラルド映画 1998年）
- Go!（日活 2001年） - 西野尚美
- 走れ!ケッタマシン 〜ウェディング狂騒曲〜（ふるきゃらシネマ 2002年） - 谷川トシ子
- NANA2（2006年） - 産婦人科医
- ボディ・ジャック（2008年） - バーのママ
- 春色のスープ（2008年） - 矢島三津子 役
- ソラニン(2010年)　-芽衣子の母
- 誘拐ラプソディー（2010年）
- 星砂の島のちいさな天使 〜マーメイドスマイル〜（2010年）- 中浜陽子 役
- ユリ子のアロマ（2010年）
- 春との旅（2010年） -  中井明子 役
- SRサイタマノラッパー ロードサイドの逃亡者（2012年） -  高島紀代美 役
- 捨てがたき人々（2014年6月7日）
- 劇場版 零〜ゼロ〜（2014年9月26日、KADOKAWA）
- モヒカン故郷に帰る（2016年4月9日、東京テアトル） - 会沢苑子 役
- ミッシング（2024年5月17日、ワーナー・ブラザース映画）[15][16]
- 明日を綴る写真館（2024年6月7日、アスミック・エース） - 池雪代 役[17]
- 少年と犬（2025年3月20日、東宝） 須貝泉 役[18][19]
- 俺ではない炎上（2025年9月26日公開予定、松竹）[20]

### テレビドラマ
NHK
- シャツの店（1986年） - 村川知子
- 連続テレビ小説
  - はね駒（1986年） - 高木（橘）みどり
  - あまちゃん（2013年）- 熊谷美寿々
- 晴のちカミナリ（1989年） - 翔子
- 天上の青（1994年） - 波多智子
- 寺子屋ゆめ指南（1997年） - おりん
- 土曜ドラマ
  - うどんとビデオ（1997年） - 泉
  - 55歳からのハローライフ（2014年）- 佐々木
- 六番目の小夜子（2000年） - 潮田真弓
- なごや千客万来（2000年） - 谷岡信子
- 陰陽師（2001年） - 妙
- 茂七の事件簿 ふしぎ草紙（2001年） - お里
- どっちがどっち!（2002年） - 天澤茜
- 菊亭八百善の人びと（2004年） - わか
- クライマーズ・ハイ（2005年） - 悠木弓子
- 海峡（2007年） - 伊藤容子
- ジャッジII 島の裁判官 奮闘（2008年） - 工藤紘子
- クラシックミステリー 名曲探偵アマデウス（2009年） - 占い師・フェアリー舞子
- 松本清張ドラマスペシャル「顔」（2009年）- 女給
- 昨夜のカレー、明日のパン（2014年、NHK BSプレミアム） - 寺山夕子
- 旅屋おかえり（2022年、BSプレミアム） - 澄川のんの 役[21][22]
  - 旅屋おかえり「長野編」「兵庫編」（2023年）[23]
- 善人長屋（2022年7月8日 - 8月26日、NHK BSプレミアム・BS4K） - お竹[24][25]
- 家族だから愛したんじゃなくて、愛したのが家族だった（2023年5月14日 - 7月16日） - 大川芳子 役[26]

日本テレビ
- 明石貫平35才（1983年）
- みんな大好き!（1983年） - まりか
- ニッポン親不孝物語（1985年） - みつ子
- 太陽にほえろ!（1986年） - 藤村まちこ
- 白虎隊 (1986年のテレビドラマ)（1986年） - 間瀬きよ
- 銭形平次（1987年） - おりん
- 寛永風雲録 (テレビドラマ)（1991年） - 丸橋八重
- 火曜サスペンス劇場
  - 「ラーメン横町・女たちの危険な午後」（1988年） - 川本伸枝
  - 「弁護士・朝日岳之助」（1989年10月17日放送） - 塩川奈津子
  - 「突然、夫に死なれて」（1990年9月18日放送） - 石崎清美
  - 「盲人探偵・松永礼太郎9」（1997年11月4日放送） - 中村久子
  - 「地方記者・立花陽介19」（2002年9月24日放送） - 日比野里美
  - 「警部補 佃次郎17」（2003年7月15日放送） - 関悦子
  - 「監察医・室生亜季子34」（2004年1月6日放送）- 福井早苗
- 美丘-君がいた日々-（2010年） ‐ 橋本容子
- 慰謝料弁護士〜あなたの涙、お金に変えましょう〜（2014年） - 遠山芳江

テレビ朝日
- 悪女の招待状（1982年）
- 女ふたり捜査官 (1986年)
- 必殺スペシャル・新春 せんりつ誘拐される、主水どうする? 江戸政界の黒幕と対決!純金のカラクリ座敷（1992年） - おちか
- お父さんは心配症（1994年） - 安井智江子
- Missダイヤモンド（1995年） - 市村淑子
- ただいま満室（2000年） - 小関かおる
- 京都迷宮案内（2001年）
- 相棒（2002年） - 前原恭子
- おみやさん（2002年） - 矢代環
- 京都地検の女（2003年） - 山下慶子
- 菊次郎とさき（2003 - 2005年） - し乃
- 忠臣蔵 (2004年のテレビドラマ)（2004年） - 島
- 雨と夢のあとに（2005年） - 早川霧子
- 獣拳戦隊ゲキレンジャー（2007年） - 宇崎伶子
- パズル（2008年） - 黒田久美子
- 告知せず（2008年） - 橘亜希子
- 火車（2011年） - 葛原明美
- いねむり先生（2013年） - 鮨屋の女将
- 土曜ワイド劇場
  - 「天使と悪魔の美女」（1983年） - カオル
  - 「スリ三姉妹シリーズ」（1988年） - 花吹雪沙恵
  - 「赤かぶ検事奮戦記」（1990年） - 柊葉子
  - 「松本清張スペシャル・数の風景」（1991年） - 断魚荘の女将
  - 「北海道OL馬主ツアー殺人事件!」（1991年）
  - 「からくり人形の美女」（1992年） - 柳倭文子
  - 「わたしが殺した私」（1994年） - 佐伯百合子・立花美紀
  - 「新・女弁護士 朝吹里矢子」（1994年） - 相良葉子
  - 「タクシードライバーの推理日誌」（1997年） - 木村藍子
  - 「おとり捜査官・北見志穂」（2001年） - 宮澤佐和子
  - 「火災調査官・紅蓮次郎」（2004年） - 藤川美也子
  - 「検事・朝日奈耀子」（2004年） - 木島道代
  - 「法律事務所」（2009年） - 友枝裕子

TBS
- 女7人あつまれば（1982 - 1983年）
- 夏に恋する女たち（1983年） - みつ
- 水戸黄門 第15部 第24話「女掏摸 弁天お京 -宮津-」（1985年7月8日） - お京
- 親にはナイショで…（1986年） - 日野原陽子
- 若奥さまは腕まくり!（1988年）
- デパート!夏物語（1991年） - 菜摘
- ザ・ドクター（1999年） - 町田典子
- 愛の劇場・はれ時々くもり（1999年） - 中沢今日子
- ドラゴン桜（2005年） - 水野悠子
- 恋する日曜日 セカンドシリーズ「夢」（2005年）
- ウルトラマンメビウス（2006年） - 日ノ出サユリ
- セーラー服と機関銃（2006年） - リィ
- ハンチョウ〜神南署安積班〜 第13話（2009年） - 望月伸子
- 古代少女ドグちゃん（2009年） - 宮本可奈子（親もどき）
- ドラマ特別企画2011「帰郷」（2011年） - 松田里子
- Nのために（2014年） - 成瀬瑞穂
- 深夜食堂第21話（2014年） - かしまみさお
- 天皇の料理番（2015年） - 秋山ふき
- 海に眠るダイヤモンド（2024年） - 鹿乃子[27]
- 月曜ドラマスペシャル
  - 「万引きGメン・二階堂雪2」（1998年） - 白鳥繭子
  - 「カードGメン・小早川茜3」（2001年） - 島津瑠璃子
  - 「弁護士 一之瀬凛子3」（2010年） - 藤本美千代
- 月曜ゴールデン
  - 「医師・円城寺修「杜の都の死刑囚」」（2011年12月5日）- 松井幸恵
  - 「駅弁刑事・神保徳之助7」（2013年）- 宝生雪乃

フジテレビ
- 服部半蔵 影の軍団（1980年） - あやめ
- 純ちゃんの奥さまは魔女（1984年） - リカ
- OL三人旅シリーズ（1986 - 1988年）- 中里君恵（お嬢様OL） 役
- 裸の大将 第24話「清のどさんこ母恋道中」（1987年、KTV / 東阪企画） - 純子
- 北の国から（'87初恋～2002遺言）（1987 - 2002年） - 飯田（北村）アイコ
- 季節のなかの海岸物語（1988年） - 夏海
- 直木賞作家サスペンス「ドント・ディスターブ」（1989年・関西テレビ放送系）
- 仕掛人・藤枝梅安（1990年） - おもん
- 居酒屋兆治（1992年） - 神谷さよ
- 白鳥麗子でございます!（1993年） - うずまき
- 銭形平次（1994年） - おつや
- この愛に生きて（1994年） - 江波田立子
- 鬼平犯科帳 第5シリーズ 第11話「隠し子」（1994年） - お園
- 3番テーブルの客（1996年、フジテレビ） - ビビ萩原
- 平手造酒 利根の決闘（1997年） - お島
- 甘い結婚（1998年） - 立花小百合
- 金曜エンタテイメントはぐれ泥棒石川悟郎人情事件帳
- 御家人斬九郎 第5シリーズ 第9話「冬木町の女」（2002年） - おつや
- 子育ての天才（2007年） - 神谷陽子
- 太陽と海の教室（2008年） - 船木鈴実
- 裸の大将～宮崎の鬼が笑うので～（2008年） - 山下富士子
- ありふれた奇跡（2009年） - 堀田綾子
- ヴォイス～命なき者の声～（2009年） - 川鍋秀子
- 金曜プレステージ
  - 「山村美紗サスペンス 京都・源氏物語殺人絵巻」（2010年） - 三安睦子
  - 「Dr.検事モロハシ」（2012年） - 二宮千絵
  - 「外科医 鳩村周五郎10」（2012年） - 石野貴和子
  - 「山村美紗サスペンス 赤い霊柩車シリーズ30」（2012年） - 盛田理恵子
  - 「鬼刑事 米田耕作2」（2013年） - 北沢千賀子
- 外交官 黒田康作（2011年）
- 最後から二番目の恋（2012年） - 大橋秀子
  - 続・続・最後から二番目の恋（2025年）[28]
- いちばんすきな花（2023年） - 春木鈴子

テレビ東京
- つか版忠臣蔵（1982年12月31日） - 瑤泉院
- AカップCカップ（1983年） - 美川都
- 月曜・女のサスペンス
  - 「鳥羽・海になく女」（1990年4月30日）
- 豊臣秀吉 天下を獲る!（1996年） - 大政所（なか）
- 炎の奉行 大岡越前守（1997年） - お弓
- 四つの終止符（2001年） - 樫村富子
- 女と愛とミステリー「湯けむり殺人案内 なんにも専務の名推理」（2003年1月） - 藤川麻子
- 孤独のグルメ season1（2012年） - 若女将・すみれ
- 錦糸町パラダイス〜渋谷から一本〜（2024年） - 町田美佳子[29]

WOWOW
- 一応の推定（2009年） - 家永芳枝

BS松竹東急
- お父さん、私、この人と結婚します!（2022年） - 矢吹時子[30]

tvk
- 満福少女ドラゴネット（2010年7月）

### バラエティー・教養・トーク番組
- サタデーナイトショー（テレビ東京）
- 鶴太郎のテレもんじゃ（日本テレビ）
- 虎の門（テレビ朝日）
- Dのゲキジョー 〜運命のジャッジ〜 （2005 - 2007年） - パネリスト
- 5時に夢中!（2009年 - 2021年） - 水曜コメンテーター
- バイキング（2014年 -） - 水曜レギュラー
- ごごナマ（2017年4月3日 - 2021年3月18日） - MC

### ラジオ
- 美保純のほのぼのピンク→美保純のほんのりピンク→美保純の気楽にいこうよ（文化放送）

### 舞台
- ボーイフレンド（シアターアプル）
- きらら浮世伝（銀座セゾン劇場 1988年）
- ティファニーで朝食を（三越劇場 1990年）
- 桜日記（帝国劇場 1991年）
- ダニーと紺碧の海（青山円形劇場 1992年）
- ラヴ・レターズ（パルコ劇場 1993年）
- 夢の女（シアタートラム 1999年）
- ワーニャ伯父さん（シアタートラム 2001年）
- 志村魂2（東京芸術劇場及び中日劇場 2007年）

### CM
- 日清食品 UFO
- ワーナー・ランバート トライデントシュガーレスガム
- ソフトバンクモバイル　白戸家「結婚式」篇 2009年

### レコード
- 裏切り人形(ドール)　1982年発売デビュー曲[31]
C/W 恋哀劇
- やっぱ酔うしかないよね
C/W Shadow Dancer
- 憎みたいほど...SUKI
C/W ベッドでSUNRISE
- O・KA・TA・ZU・KEの唄　1984年12月16日発売
C/W ブライダル・コンプレックス
- 二人のメラメラ（鶴 & JUN）片岡鶴太郎とデュエット

### LPレコード
- プライベート・シアター　1983年発売 8ページ写真集付
- O・KA・TA・ZU・KE　1984年 全6曲